# 丙胺
丙胺是一种伯胺，化学式为C3H7NH2，或写作C3H9N，它是无色挥发性的液体。

## 制备及性质
丙胺在工业上可以有正丙醇和氨在170~230 °C、1~30 bar下反应得到，所用的催化剂含氧化铜及氧化铝。反应的副产物有二丙胺和三丙胺。
C3H7OH + NH3 —cat.→ C3H7NH2 + H2O
丙胺是弱碱，其Kb为4.7 × 10−4。在20 °C下，其100 g/L的水溶液的pH为12.6。